# Эвридика (жена Креонта)
Эвридика (др.-греч. Εὐρυδίκη) — персонаж древнегреческой мифологии. Фиванская царица, жена Креонта, мать Менекея и Гемона. Покончила с собой после смерти сына Гемона. Действующее лицо трагедии Софокла «Антигона». Согласно Еврипиду, умерла молодой.